# Temporada de furacões no Atlântico de 1924
A temporada de furacões no Atlântico de 1924 apresentou o primeiro furacão de categoria 5 conhecido - um ciclone tropical com ventos máximos sustentados superiores a 249 km/h (155 mph). O primeiro sistema, a tempestade tropical Um, foi detectado pela primeira vez no noroeste do Mar do Caribe em 18 de junho. O sistema final, uma depressão tropical sem número, se dissipou em 24 de novembro. Essas datas se enquadram no período de maior atividade de ciclones tropicais no Atlântico. Dos 13 ciclones tropicais da temporada, seis existiram simultaneamente. A temporada foi mediana com 11 tempestades tropicais, cinco das quais se transformaram em furacões. Além disso, dois desses cinco se intensificaram em grandes furacões, que são de categoria 3 ou superior na escala de ventos Saffir-Simpson.
A tempestade mais significativa da temporada foi o furacão Dez, apelidado de furacão Cuba de 1924. Ele atingiu o oeste de Cuba como uma furacão de categoria 5, antes de enfraquecer e atingir a Flórida como uma furacão de categoria 1. Danos graves e 90 fatalidades foram relatadas coletivamente em ambos os locais. Outro sistema, o furacão Quatro, trouxe ventos fortes e inundações para as Ilhas Sotavento. A tempestade deixou 59 mortes, 30 dos quais foram apenas em Montserrat. Vários outros ciclones tropicais impactaram a terra, incluindo as tempestades tropicais Um, Oito e Dez, bem como os furacões Três e Cinco e os remanescentes do furacão Três e Quatro. No geral, as tempestades da temporada de furacões no Atlântico de 1924 causou coletivamente pelo menos 179 fatalidades.
A atividade da temporada foi refletida com uma classificação de energia ciclônica acumulada (ECA) de 100, acima da média de 1921-1930 – 76,6. ECA é uma métrica usada para expressar a energia usada por um ciclone tropical durante a sua existência. Portanto, uma tempestade com maior duração terá altos valores de ECA. É calculado apenas em incrementos de seis horas em que sistemas tropicais e subtropicais específicos estão em ou acima de velocidades de vento sustentadas de 63 km/h (39 mph), que é o limite para a intensidade das tempestades tropicais. Assim, as depressões tropicais não estão incluídas aqui.

## Sistemas

### Tempestade tropical Um
Uma tempestade tropical foi detectada a 120 km a sudeste de Chetumal, Quintana Roo em 18 de junho. Chegou ao norte de Belize com ventos estimados em torno de 72 km/h (45 mph). As pressões diminuíram progressivamente ao longo dos dias anteriores no noroeste do Mar do Caribe. O sistema tropical cruzou a Península de Iucatã, emergindo sobre a Baía de Campeche em 19 de junho com vento de 64 km/h (40 mph). Reforçou-se sobre a água e voltou a atingir ventos de 72 km/h (45 mph). No início de 21 de junho, a tempestade atingiu a costa a 185 km ao sul de Tampico, Tamaulipas. Ele se dissipou sobre a terra. O ciclone foi classificado como uma perturbação fraca, e ventos fortes não foram registrados durante toda a duração da tempestade. As rajadas afetaram a costa do Texas, solicitando alertas para pequenas embarcações. Fortes chuvas foram registradas no México.

### Tempestade tropical Dois
No final de julho, uma frente fria decadente na costa leste da Flórida resultou na formação de uma tempestade tropical, que possuía algumas características de ciclones híbridos. A tempestade seguiu para nordeste, intensificando-se constantemente para atingir ventos máximos de 105 km/h (65 mph) ao passar perto dos Outer Banks da Carolina do Norte. Mais tarde, enfraqueceu com as temperaturas mais frias da superfície do mar. Em 30 de julho foi absorvido por uma frente fria ao sul da Nova Escócia.

### Furacão Três
O terceiro ciclone tropical da temporada formou-se a 675 km a sudeste de Bridgetown, Barbados em 16 de agosto. Moveu-se para noroeste e cruzou o leste do Caribe como uma tempestade tropical mínima em 18 de agosto. Passou a leste de San Juan, Porto Rico e reentrou no Oceano Atlântico em 9 de agosto. Ele rapidamente se fortaleceu, atingindo o status de furacão no dia seguinte. O ciclone desacelerou e virou para o oeste em 21 de agosto e continuou a se fortalecer a leste do norte das Bahamas. O ciclone aumentou para uma intensidade máxima de 190 km/h (120 mph) ao norte de Grande Bahama em 24 de agosto. Na época, a tempestade estava quase estacionária. O ciclone virou bruscamente para o norte, permanecendo na costa Leste dos Estados Unidos. Em 25 de agosto enfraqueceu rapidamente e passou perto do Cabo Hatteras. Em 26 de agosto fez a transição para um ciclone extratropical, antes de passar pela Nova Escócia em 27 de agosto.
A aproximação da tempestade levou à emissão de alertas de tempestade de Miami, Flórida, para Cape Hatteras, Carolina do Norte em 22 de agosto. Os alertas de furacão estenderam-se de Beaufort, Carolina do Norte, a Cape Henry, Virgínia. Antes da tempestade, as transmissões de rádio também aconselharam os interesses dos navios a permanecerem cautelosos ao norte de Porto Rico. Nenhum dano ocorreu ao longo da costa por causa da tempestade recorrente. O pico de rajadas de vento chegou a 119 km/h (74 mph) em Hatteras, Carolina do Norte, e duas pessoas morreram afogadas ao longo da costa. Os danos foram mínimos, embora a Ilha Ocracoke tenha sido inundada durante a tempestade. O transatlântico de passageiros White Star Arabic foi atingido pela tempestade em 26 de agosto, enquanto o navio estava perto dos baixios de Nantucket Shoals. O navio chegou a Nova Iorque no dia seguinte com 75 feridos após o que foi relatado como uma queda de "onda de 100 pés" sobre o transatlântico. Os remanescentes do furacão causaram graves danos às linhas elétricas e telegráficas e às árvores no Canadá Atlântico, especialmente na Nova Escócia. Ao largo, incidentes marítimos relacionados à tempestade resultaram no afogamento de 26 pessoas depois que suas escunas viraram.

### Depressão tropical Agosto
Em 22 de agosto, uma forte onda tropical se fundiu no Atlântico a partir da costa oeste da África e rapidamente se transformou em uma depressão tropical mais tarde naquele dia. Um navio próximo registrou uma velocidade de vento sustentada de 64 km/h (40 mph) e uma pressão barométrica de 1,009 mbar (29.8 inHg). No entanto, como nenhum outro vento forte foi observado, a depressão não foi atualizada para uma tempestade tropical pelo projeto de reanálise de furacões no Atlântico em 2009. A depressão moveu-se para noroeste através das ilhas de Cabo Verde, mas provavelmente se dissipou em 23 de agosto

### Furacão Quatro
A quarta tempestade tropical da temporada desenvolveu-se a 1 285 km a sudeste de Basse-Terre, Guadalupe em 25 de agosto. Inicialmente, mudou-se para o oeste em 26 de agosto. Em 27 de agosto virou oeste-noroeste e se intensificou ao se aproximar das Pequenas Antilhas. Ele se fortaleceu para um furacão em 28 de agosto e cruzou o cabo Cudjoe Head na ilha de Montserrat. Uma pressão mínima de 965 mbar (28,50 inHg) foi registrado. O ciclone virou para noroeste, cruzando o nordeste do Caribe perto de Anguila em 29 de agosto. O furacão continuou a se intensificar no oeste do Oceano Atlântico e atingiu ventos máximos de 169 km/h (105 mph) quando foi localizado a 1 215 km ao sul-sudeste das Bermudas em 30 de agosto.
O ciclone recurvou para o norte em 2 de setembro e enfraqueceu para o equivalente a uma furacão de categoria 1 em 3 de setembro. A tempestade perdeu características tropicais em 4 de setembro mas manteve ventos com força de furacão quando atingiu a Nova Escócia em 5 de setembro. Nas Ilhas Virgens, o ciclone destruiu centenas de casas e danificou severamente as plantações. Várias mortes foram relatadas. A forte precipitação causou inundações em várias ilhas no caminho da tempestade. Em Saint Thomas, pequenos barcos naufragaram e árvores foram arrancadas pelos ventos. Mais de 6.000 pessoas estavam desabrigadas em Montserrat, enquanto 30 foram mortas e 200 recebeream ferimentos. Os danos foram estimados em cerca de £ 100.000 na ilha. A Cruz Vermelha doou $ 3.000 e alimentou as vítimas após a tempestade. No total, os danos atingiram £ 86.000 e pelo menos 59 pessoas foram mortas nas Ilhas Sotavento. Na costa da Terra Nova, pelo menos duas pessoas morreram afogadas e outras dez foram dadas como desaparecidas depois que abandonaram sua escuna.

### Furacão Cinco
Em 12 de setembro uma forte tempestade tropical se desenvolveu a 135 km a sudoeste de Key West, Flórida. Moveu-se para o noroeste, fortalecendo-se rapidamente para um furacão em 13 de setembro. Pouco tempo depois, a tempestade atingiu ventos máximos sustentados de 130 km/h (80 mph). No final de 14 de setembro, o ciclone virou para nordeste e atingiu o Panhandle da Flórida, perto de Port St. Joe, em 15 de setembro. O furacão enfraqueceu rapidamente para uma tempestade tropical enquanto se movia para o interior, cruzando o sul da Geórgia em 16 de setembro. Entrou no Oceano Atlântico perto de Savannah, na Geórgia, com ventos próximos a 72 km/h (45 mph). A tempestade acelerou para leste-nordeste, tornando-se extratropical ao largo do Cabo Hatteras em 17 de setembro. O sistema foi detectado pela última vez em 19 de setembro ao sul da Terra Nova.
Na Flórida, danos menores às propriedades foram relatados. As rajadas de vento atingiram 120–130 km/h em Port St. Joe. Dois navios de pesca foram levados para a costa na área, enquanto uma escuna naufragou perto de Carrabelle. Avisos antecipados reduziram os danos potenciais no noroeste da Flórida. Chuvas fortes caíram no panhandle da Flórida, nas Carolinas e no sudeste da Virgínia, com a maior quantidade relatada de 377 mm (14.83 in) em Beaufort, Carolina do Norte. Na Geórgia, fortes precipitações causaram duas mortes e danos significativos às plantações. A maior parte de Brownton, na Geórgia, foi destruída por enchentes. Ventos fortes também ocorreram ao longo da costa leste, embora avisos tenham sido lançados antes dos ventos. Operacionalmente, não se acredita que o ciclone tenha atingido a intensidade do furacão. O furacão foi geralmente inesperado na área de Tampa, Flórida. Na Nova Escócia, os remanescentes do ciclone caíram 69 mm (2.7 in) de precipitação em Halifax, um dos episódios de maior precipitação naquele município em 1927.

### Tempestade tropical Seis
Em 20 de setembro uma fraca tempestade tropical foi observada sobre as ilhas de Cabo Verde. Seguiu lentamente para noroeste através do arquipélago. As observações dos navios foram escassas no rastreamento da tempestade; foi observado pela última vez em 22 de setembro.

### Tempestade tropical Sete
Estima-se que uma depressão tropical se formou ao sul das ilhas de Cabo Verde em 24 de setembro. Moveu-se geralmente para oeste-noroeste e intensificou-se lentamente. até 28 de setembro começou a se curvar para o norte quando os ventos aumentaram para cerca de 80 km/h (50 mph). A tempestade enfraqueceu e depois se intensificou para o mesmo pico de intensidade em 2 de outubro. Tornou-se extratropical em 3 de outubro enquanto gira para nordeste. Os remanescentes foram absorvidos por uma tempestade extratropical maior em 5 de outubro.

### Tempestade tropical Oito
Baixas pressões foram relatadas no noroeste do Mar do Caribe de 23 a 27 de setembro. No último dia, uma tempestade tropical mínima se formou sobre o sudoeste do Mar do Caribe, a leste de Roatán, em Honduras. Em 28 de setembro o ciclone moveu-se para o norte e intensificou-se lentamente, passando a leste de Cozumel. Em 29 de setembro, entrou no sul do Golfo do México, atingindo seus ventos máximos sustentados de 80 km/h (50 mph) como um sistema tropical. Rapidamente acelerou para nordeste e fez a transição para um sistema extratropical com ventos de 97 km/h (60 mph). Mais tarde, entrou no Big Bend da Flórida perto de Cedar Key. Em 30 de setembro moveu-se rapidamente para nordeste ao longo da costa sudeste dos Estados Unidos. Foi detectado pela última vez perto de Norfolk, Virgínia. Avisos de tempestade foram lançados para a costa leste do Golfo dos Estados Unidos em 29 de setembro aconselhando os residentes a se prepararem para ventos fortes. Avisos também foram emitidos de Jacksonville, Flórida, para Fort Monroe, Virgínia. Eventualmente, os avisos também abrangeram o Médio Atlântico e o Nordeste dos Estados Unidos. Ventos fortes afetaram a costa leste dos Estados Unidos.

### Tempestade tropical Nove
O padrão que levou à formação desse sistema levou a um evento significativo de fortes chuvas no leste da Flórida, que experimentou um fluxo prolongado de leste em sua periferia nordeste. Entre 4 e 11 de outubro, 926 mm (36.45 in) caiu em New Smyrna. No início de 12 de outubro o sexto ciclone tropical da temporada desenvolvido no Golfo do México oriental a 450 km a sudoeste de São Petersburgo, Flórida. Na época, estima-se que a tempestade tenha atingido sua intensidade máxima de 97 km/h (60 mph). Moveu-se rapidamente para o sudoeste e enfraqueceu para uma tempestade tropical mínima em 13 de outubro. O sistema enfraqueceu para uma depressão tropical em 14 de outubro e se dissipou no sudoeste do Golfo do México no dia seguinte. Operacionalmente, o sistema foi classificado como um distúrbio moderado.

### Furacão Dez
O Grande Furacão de Cuba de 1924
No final de 13 de outubro, uma tempestade tropical mínima se formou no oeste do Mar do Caribe, a leste-nordeste do norte de Honduras. A tempestade moveu-se lentamente para oeste-noroeste e gradualmente virou para o norte em 15 de outubro, Mais tarde naquele dia, intensificou-se constantemente, atingindo a intensidade do furacão em 17 de outubro. Ele se fortaleceu para o equivalente a um grande furacão em 19 de outubro. A tempestade então atingiu a província de Pinar del Río, em Cuba, com ventos sustentados de 266 km/h (165 mph). Em 20 de outubro o furacão virou leste-nordeste em resposta ao movimento para o sul de uma crista. Ele enfraqueceu rapidamente e atingiu a costa no sudoeste da Flórida, perto de Naples, Flórida, como furacão de categoria 1. A tempestade entrou no Oceano Atlântico ao norte de Miami com ventos de 110 km/h (70 mph). O ciclone enfraqueceu constantemente à medida que se movia pelo Oceano Atlântico ocidental, antes de se dissipar a oeste-sudoeste das Bermudas em 23 de outubro. Após a reanálise divulgada em 2 de marçode 2009, a tempestade foi reclassificada como com ventos de categoria 5 266 km/h (165 mph) e uma pressão mínima de 910 mbar (27 inHg).
Em Cuba, pelo menos 90 pessoas foram mortas. O furacão produziu graves danos a plantações e edifícios no oeste de Cuba, ferindo de 50 a 100 pessoas em Arroyos de Mântua. Na Flórida, as embarcações foram protegidas e as árvores cortadas em antecipação à tempestade. O pico de rajadas de vento chegou a 106 km/h (66 mph) em Key West, onde os danos à vegetação foram mínimos. O furacão produziu fortes precipitações no sul da Flórida, com pico de 590 mm na Ilha Marco. As chuvas causaram inundações no condado de Palm Beach, interrompendo o tráfego nas rodovias e ferrovias. Os totais medidos de 112 mm foram consideradas as maiores chuvas no condado nos últimos 15 anos. As rajadas de pico chegaram a 109 km/h (68 mph) em todo o continente do sul da Flórida, enquanto as viagens de barco do sudeste da Flórida foram canceladas. Os fios do telégrafo foram desativados em Fort Myers e Punta Gorda, embora os danos tenham sido mínimos.

### Furacão Onze
No início de 5 de novembro uma tempestade tropical formada no sul do Mar do Caribe, localizada a cerca de 445 km ao norte-noroeste da Cidade do Panamá, Panamá. O sistema moveu-se para o norte com ventos de intensidade mínima, e atingiu Clarendon Parish, Jamaica em 7 de novembro com ventos sustentados de 64 km/h (40 mph). No início de 8 de novembro deixou a costa norte da ilha e se fortaleceu antes de atingir a costa a oeste de Santiago de Cuba em 9 de novembro. Mais tarde, o ciclone se tornou um furacão ao entrar no Oceano Atlântico e virou para nordeste sobre as Ilhas Turcas e Caicos em 10 de novembro O furacão acelerou enquanto se afastava das Ilhas Turcas e Caicos em 11 de novembro. Pouco tempo depois, atingiu um pico de intensidade de 130 km/h (80 mph) e manteve status de categoria 1 até 13 de novembro. O sistema passou a leste das Bermudas e enfraqueceu para uma tempestade tropical em 14 de novembro. Rapidamente se tornou extratropical e foi relatado pela última vez em 15 de novembro

### Depressão tropical Novembro
Mapas climáticos históricos e observações de navios indicam que uma depressão tropical se formou no sudoeste do Caribe em 23 de novembro. A depressão seguiu para oeste e se organizou ainda mais, embora a maior velocidade de vento sustentada observada em relação ao sistema tenha sido de 47 km/h (29 mph). Até 24 de novembro a depressão se dissipou.